# Anclado en mi corazón
Albums de Anahí
Hoy es Mañana Baby Blue
Anclado en mi corazón est le troisième album de Anahí, une production de 1997, sous le label de Paramusica. Enregistré à Miami, Floride États-Unis Réalisé et dirigé de nouveau par : Peter Honerlage.
Dans ce disque Anahí a sorti son propre film de son mega show! En vivo! qui contient 10 chansons en direct. Ce fut aussi la première fois qu'elle réalisa des concerts solos et ce, dans diverses villes de Mexico.
Le premier single sorti est : "Anclado En Mi Corazón", suivi de "Escandalo", "Salsa Reggae" et "Química". 

## Liste des titres
1. Salsa Reggae
2. Anclado En Mi Corazón
3. Para Nada
4. Sexy
5. A Un Metro Del Suelo
6. Porción De Amor
7. Con Los Brazos En Cruz
8. Química
9. Escándalo
10. Salsa Reggae (Remix)
11. Anclado En Mi Corazón [Energy mix radio]